# 魔鬼克星 (游戏)
《魔鬼克星》是一款由德間書店公司制作和发行的动作游戏。本游戏于1986年9月22日在日本地区FC游戏机发行。本游戏根据1984年同名电影改编。
这个游戏中，魔鬼克星公司一直营业，玩家可以变成魔鬼克星公司的员工，进行灭绝鬼魂的工作。